# 김구택
김구택(1970년 12월 22일 ~ )은 대한민국의 배우이다.

## 학력
- 단국대학교 연극영화학과 졸업

## 출연작

### 연극
- 1991년 《쿠오 바디스》 ... 네로 황제 역(단역)
- 1992년 《햄릿》 ... 햄릿 왕자 역(주인공)

### 영화
- 《미지왕》 (1996년) - 변무문 역
- 《파란대문》 (1998년) - 잡지사기자 역
- 《실제상황》 (2000년) - 후까쉬 역
- 《하면된다》 (2000년) - 보험회사직원 역
- 《베사메무쵸》 (2001년) - 집달관 2 역
- 《조폭 마누라》 (2001년) - 뱀장어 역
- 《이것이 법이다》 (2001년) - 엘리트형사 역
- 《2009 로스트 메모리즈》 (2002년) - 목발센진 역
- 《울랄라 씨스터즈》 (2002년) - 은행원 1 역
- 《4발가락》 (2002년) - 김 검사 역
- 《보스 상륙 작전》 (2002년) - 동방 1 역
- 《해안선》 (2002년) - 장 하사 역
- 《어깨동무》 (2004년) - 철기 역
- 《바람의 전설》 (2004년) - 연화 오빠 역
- 《나두야 간다》 (2004년) - 이쑤시개 역
- 《투 가이즈》 (2004년) - 린 하이펑 역
- 《천군》 (2005년) - 니탕개 역
- 《흡혈형사 나도열》 (2006년) - 최 실장 역
- 《600초》 (2006년)
- 《묘도야화》 (2007년)
- 《원스 어폰 어 타임》 (2008년) - 서장 역
- 《핸드폰》 (2009년) - 츄리닝 남 역
- 《무법자》 (2010년) - 윤창배 역
- 《아이들...》 (2011년) - 원길 부 역
- 《최종병기 활》 (2011년) - 강두 역
- 《바람과 함께 사라지다》 (2012년) - 조영철 역
- 《옥빛 슬픔》 (2012년)
- 《톱스타》 (2013년) - 구태진 감독 역
- 《명량》 (2014년) - 배홍석 역
- 《맨홀》 (2014년) - 최 경장 역
- 《내 심장을 쏴라》 (2015년) - 영덕 역
- 《순수의 시대》 (2015년) - 하륜 역
- 《범죄도시》 (2017년) - 곽 사장 역
- 《롱 리브 더 킹: 목포 영웅》 (2019년) - 팔룡나이트 인수 회장 역 (특별출연)
- 《한산: 용의 출현》 (2022년) - 김완 역

### 드라마
- 《꿈의 궁전》 (SBS, 1997년) - 차동만 역
- 《시루섬》 (CBS TV, 2012년) - 정근택 역
- 《대풍수》 (SBS, 2012년) - 이지란 역
- 《결혼의 여신》 (SBS, 2013년) - 표성진 역
- 《낯선 사람》 (SBS, 2013년) - 기윤 역
- 《육룡이 나르샤》 (SBS, 2015년) - 백근수 역
- 《진심이 닿다》 (tvN, 2019년)
- 《해치》 (SBS, 2019년)
- 《달리는 조사관》 (OCN, 2019년) - 연주석 역
- 《유별나! 문셰프》 (채널A, 2020년)
- 《닥터 로이어》 (MBC, 2022년) - 구치소 의료과장 역
- 《고려 거란 전쟁》 (KBS2, 2023년) - 한기 역
- 《손해 보기 싫어서》 (tvN, 2024년) - 면접관 역 (특별출연)

### 텔레비전 프로그램
- 《영화광》 (ETN, 2012년)

### 라디오 프로그램
- 《EBS 책 읽는 라디오 낭독 시리즈》 (EBS, 2014년)